# Une femme indomptable
Pour plus de détails, voir Fiche technique et Distribution.
Une femme indomptable (あらくれ, Arakure) est un film japonais réalisé par Mikio Naruse, sorti en 1957 et adapté d'un roman de Shūsei Tokuda.

## Fiche technique
- Titre : Une femme indomptable
- Titre alternatif : Une femme indomptée
- Titre original : あらくれ (Arakure?)
- Réalisation : Mikio Naruse
- Scénario : Yōko Mizuki d'après un roman de Shūsei Tokuda
- Photographie : Masao Tamai
- Montage : Eiji Ooi
- Assistant réalisateur : Masayoshi Kawanishi
- Musique : Ichirō Saitō
- Producteur : Tomoyuki Tanaka
- Société de production : Tōhō
- Pays de production :  Japon
- Langue originale : japonais
- Genre : Drame
- Format : noir et blanc - 1,37:1 - Format 35 mm - son mono
- Durée : 121 minutes (métrage : 12 bobines - 3 311 m[1])
- Date de sortie :
  - Japon : 22 mai 1957[1]

## Distribution
- Hideko Takamine
- Ken Uehara
- Masayuki Mori
- Daisuke Katō
- Eijirō Tōno
- Seiji Miyaguchi
- Tatsuya Nakadai
- Teruko Kishi
- Chieko Nakakita
- Takeshi Sakamoto
- Noriko Honma
- Haruo Tanaka
- Mitsuko Miura
- Takashi Shimura
- Masahiko Tsugawa
- Bokuzen Hidari
- Kokuten Kōdō

## Récompenses et distinctions
- 1958 : Prix du film Mainichi de la meilleure actrice pour Hideko Takamine